# Base aérienne de Novofedorivka
La base aérienne de Novofedorivka (aussi appelée « base de Saky ») est une base militaire située près de la ville de Novofedorivka, dans le raïon de Saky, en Crimée.

## Localisation
La base aérienne est située dans le sud-ouest de la Crimée, en bord de mer, juste à l'est de la petite ville de Novofedorivka. Elle se trouve à 5 km au sud de la ville de Saky, à  10 km au sud-est d'Eupatoria et à 55 km au nord de Sébastopol.

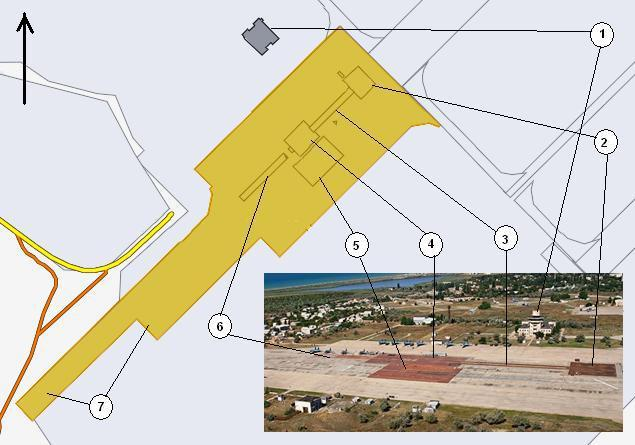
Carte de la base.

## Histoire

### Construction et Seconde Guerre mondiale
L'aérodrome a été construit pour l'école militaire d'aviation de la Katcha. Avant la Seconde Guerre mondiale, les bombardiers DB-3F du 21e régiment de bombardiers longue portée sont basés sur l'aérodrome. À partir du 26 juin 1941, quelques jours après le début de l'invasion allemande de l'Union soviétique, ce régiment commence à bombarder les champs pétrolifères de Ploiești et le port de Constanța en Roumanie, pays allié du Troisième Reich.
En octobre 1941, alors que la Crimée est envahie, les troupes allemandes s'approchent de l'aérodrome. Les aviateurs soviétiques parviennent à évacuer la moitié des avions vers l'est, perdant environ 80 membres du personnel au sol.
De 1941 à 1944, l'aérodrome est utilisé par l'aviation allemande et abrite des bombardiers He 111 des Kampfgeschwader 26, 100, 55 et 4. Les Allemands construisent une piste d'un kilomètre de long en dalles de béton hexagonales (non utilisée aujourd'hui). Les forces allemandes abandonnent l'aérodrome à la mi-avril 1944, il repasse sous contrôle soviétique.
En février 1945, c'est sur cette base que la délégation britannique menée par le Premier ministre Winston Churchill,  et la délégation américaine menée par le président Franklin Roosevelt atterrirent pour assister à la conférence de Yalta, ville située 80 km au sud-ouest, et en repartirent,.

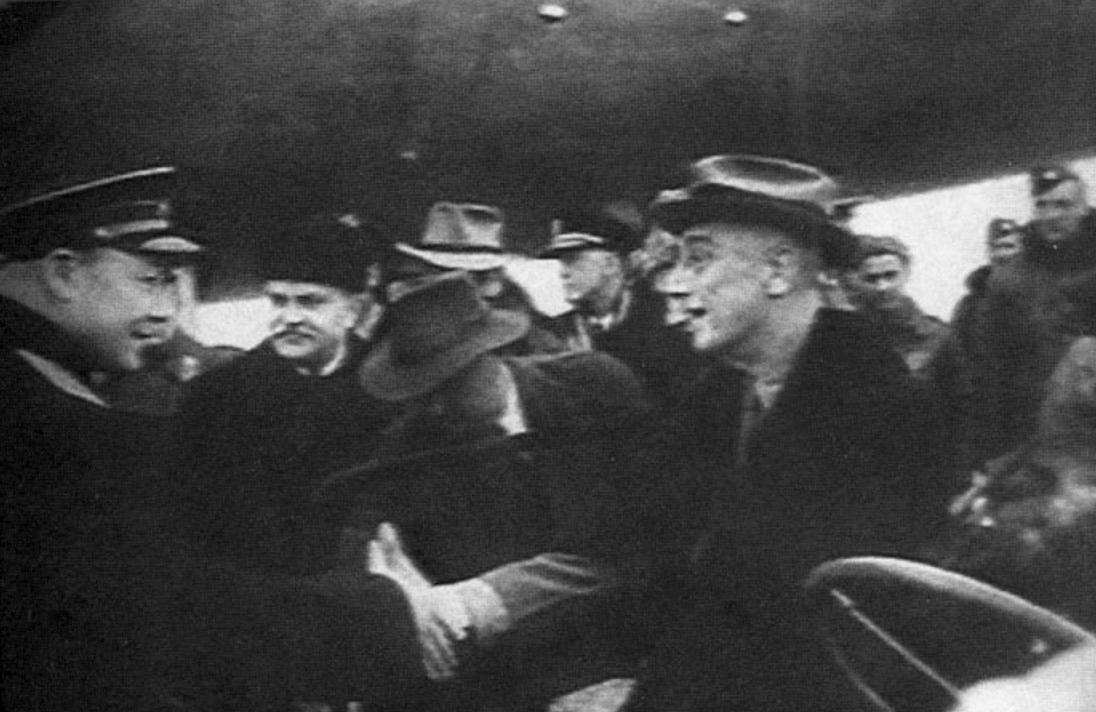
L'amiral de la flotte Nikolaï Guerassimovitch Kouznetsov et Franklin Roosevelt, à droite avec un chapeau mou.
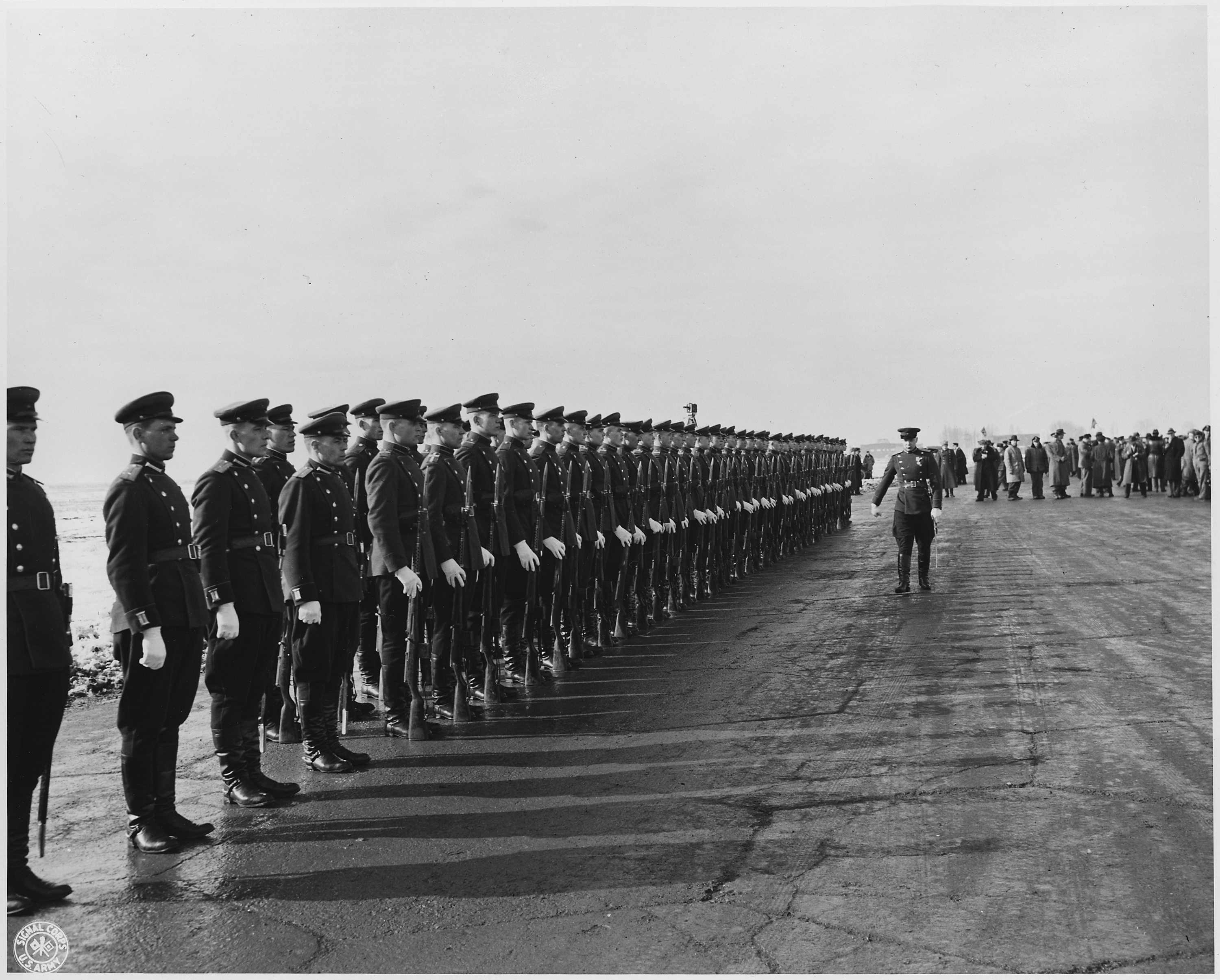
Garde d'honneur sur le tarmac.

### Guerre froide
En 1976, le 299e régiment d'entraînement et de recherche d'aviation de marine est formé à Saki avec des avions Yak-38 et MiG-21, relevant du chef du 33e centre d'entraînement au combat et de formation de la marine de l'URSS. Une zone d'entraînement au décollage et à l'atterrissage vertical est construite et il est décidé de construire un complexe de simulateurs pour la formation des pilotes des porte-avions en construction à Nikolaïev.
En 1982, le complexe de simulateurs d'avions de pont de la 23e zone d'essai est mis en service.

### Période post-soviétique
Après l'effondrement de l'Union soviétique en 1991, le terrain d'aviation militaire se trouve sur le territoire de l'Ukraine. Un accord conclu en février 1997 entre la Russie et l'Ukraine permet à l'aviation navale russe de la flotte de la mer Noire de continuer à utiliser la base. L'armée russe construit en parallèle un nouveau centre d'entraînement — initialement prévu pour être opérationnel en 2009 — à Ieïsk, en Russie, au bord de la mer d'Azov. L'Ukraine cherche alors d'autres parties intéressées par le centre comme la Chine ou l'Inde. Sans succès, l'Ukraine prévoit de démanteler le centre d'entraînement.

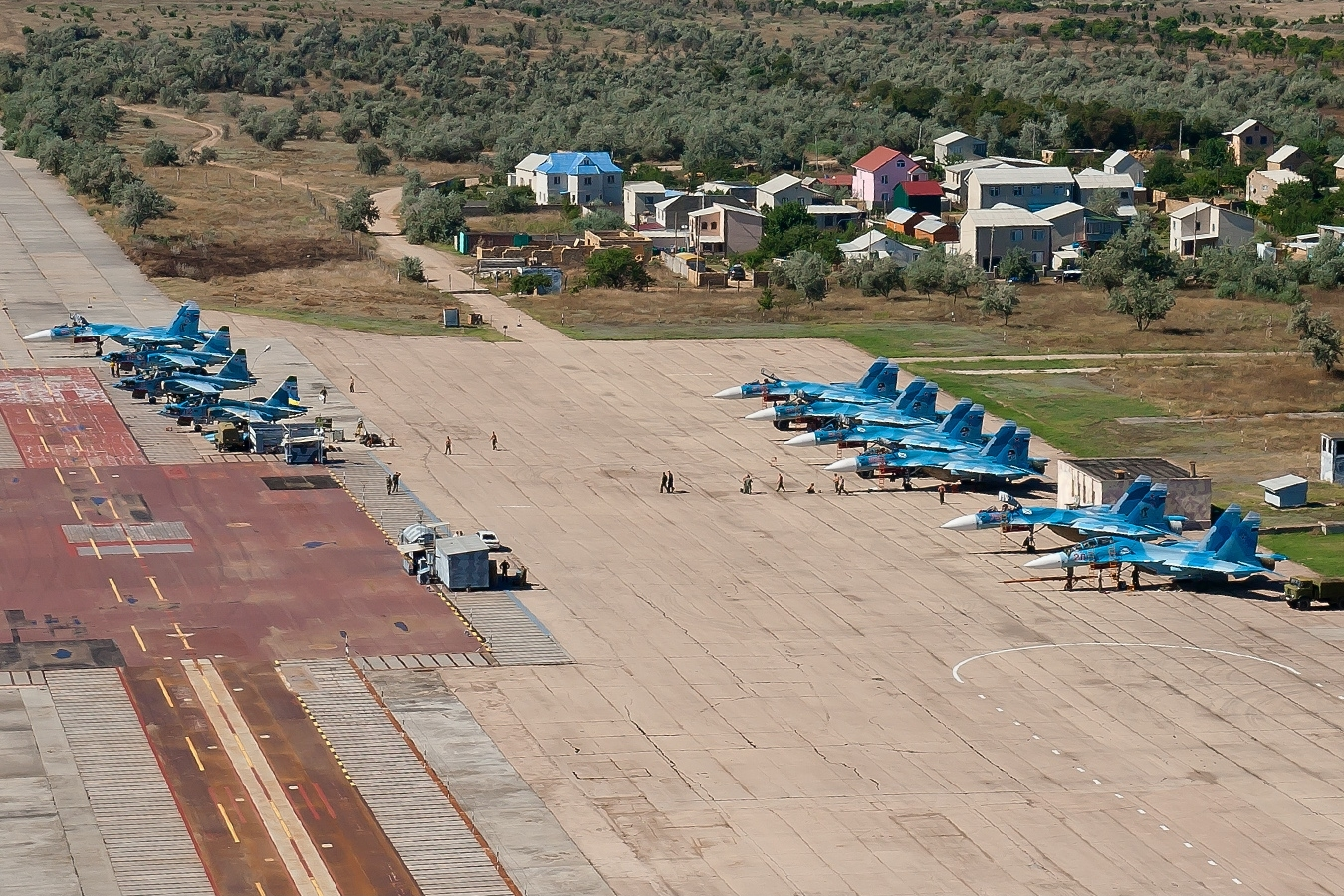
Avions de l'aéronavale russe sur la base en août 2010.
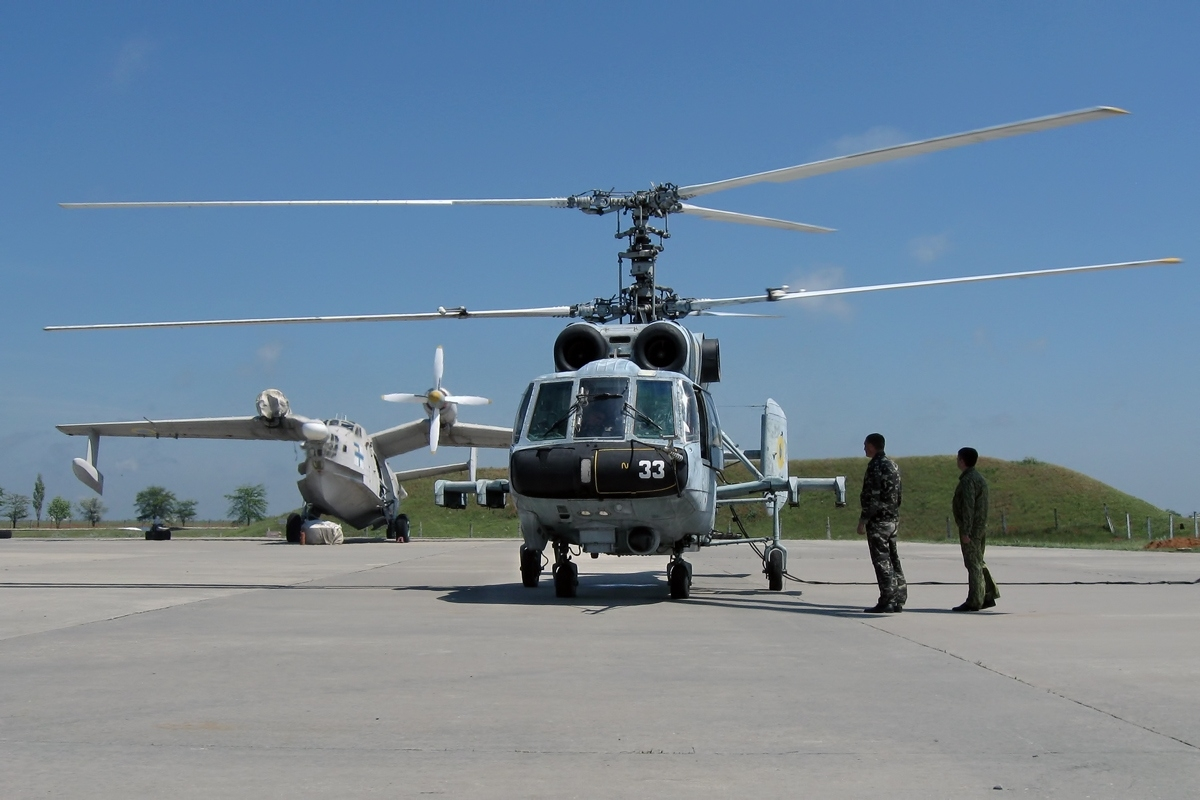
Kamov Ka-29 et Beriev Be-12 ukrainiens en 2010.
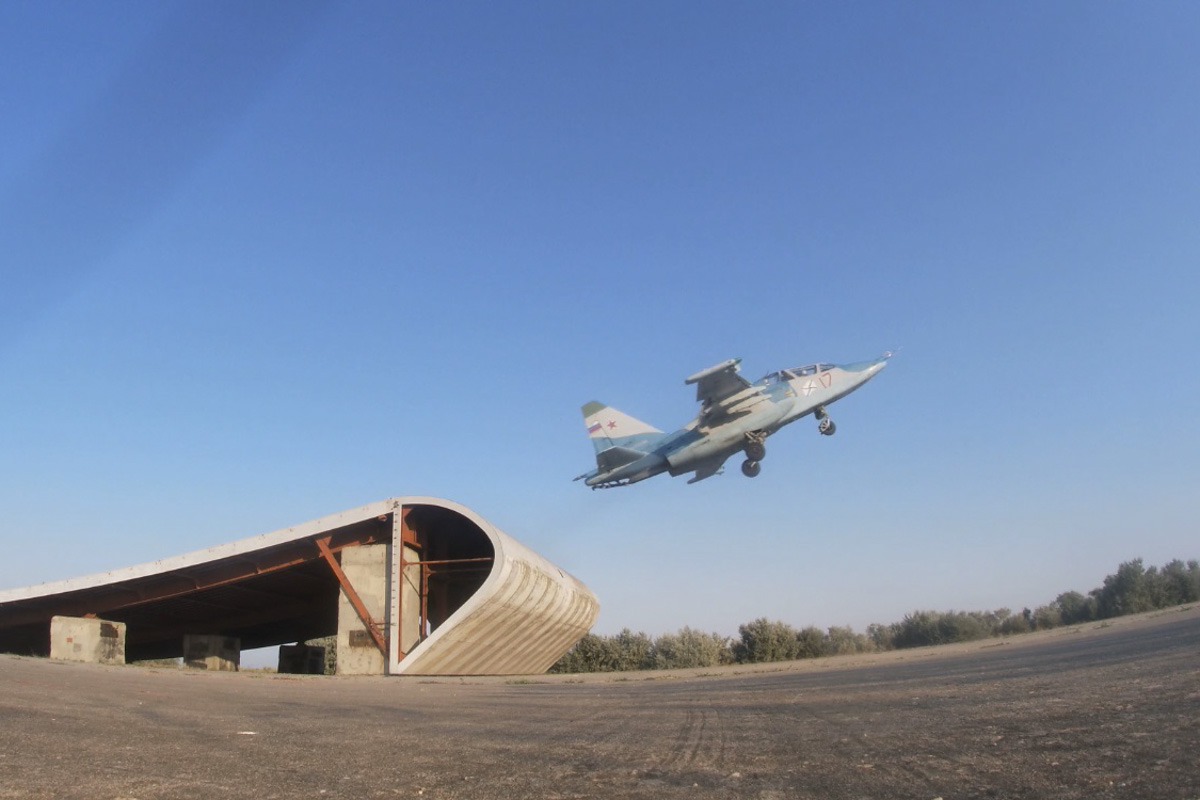
Entraînement aéronaval

### Guerre russo-ukrainienne
Après l'annexion de la Crimée par la Russie en 2014, l'aérodrome passe sous contrôle russe. Dès l'été 2014, l'aviation navale russe de la flotte de la mer Noire y reprend l'entraînement.
Lors du conflit de 2022 elle sert de base arrière pour l'aviation russe et pour le tir des missiles de croisière.

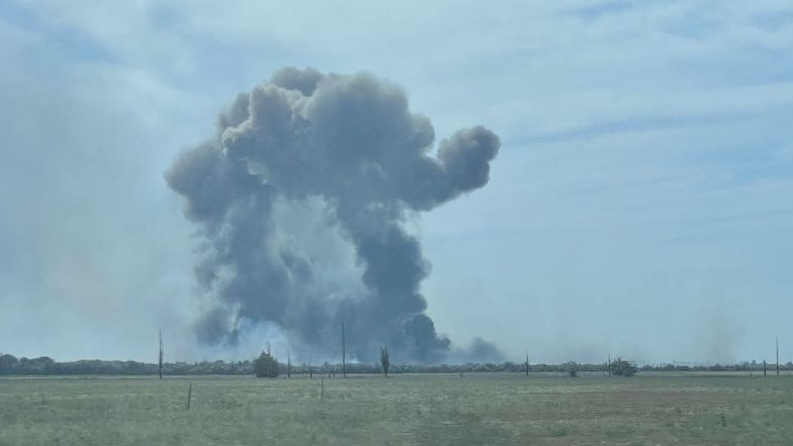
Explosions de 2022.

Le 9 août 2022, plusieurs explosions survenues sur l'aérodrome militaire russe ont détruit plusieurs avions de chasse dont 5 Su-24 et 5 Su-30, la plus importante perte russe en matériel militaire aérien en une seule fois depuis la Seconde Guerre mondiale.
La base a également été frappée le 21 septembre 2023,,.
En janvier 2024, des missiles ukrainiens ciblent la base ; selon la Force aérienne ukrainienne, un centre de commandement aurait été détruit, et toutes les cibles auraient été touchées. De son côté, le ministère de la Défense russe revendique avoir abattu à cette occasion quatre missiles ukrainiens.